# Ringo star
『Ringo star』（リンゴ・スター）は、青森県のローカルアイドルグループ・りんご娘の16枚目のシングル。2017年3月29日にリンゴミュージックよりリリースされた。

## 概要
本楽曲は、テレビ朝日系「愛踊祭～あいどるまつり～2016」での優勝を記念して制作されたもので、りんご娘にとって初の全国流通シングルとなった。タイトルは「りんご」と「スター」を掛け合わせた造語で、グループのアイデンティティと輝きを象徴している。

## ミュージックビデオ
MVは青森県弘前市で撮影され、冬の風景を舞台にスノーアート演出が話題となった。メンバー自身が雪上に「Ringo star」のロゴを描くという、アイドル史上初の試みが行われた。

## プロモーション
リリースイベントは弘前市を皮切りに、東京・秋葉原、渋谷など全国各地で開催。さらに、青森県産のりんごの最大輸出国である台湾でもプロモーション活動を展開し、中国語字幕付きMVも公開された。

## 収録内容
1. Ringo star [4:49]
作詞・作曲：多田慎也 / 編曲：生田真心
2. だびょん [2:21]
作詞：樋川新一 / 作曲：橋元成朋・野呂里香子・りんご娘
3. Ringo star - Instrumental - [4:49]
4. だびょん - Instrumental - [2:21]

## タイアップ
「Ringo star]
青森県の女性就業支援事業「こそもり」のCMソングに起用された。公園で4人の子供が遊び、その母親が楽しく会話をしていると、突然買った商品が入ったトートバッグが転げ落ち、1個のりんごが転がってきたところで、母親4人が同曲に合わせて踊るというもの。
「だびょん」
同シングルのカップリング曲である「だびょん」は、スタミナ源たれでおなじみ、上北農産加工のCMソングに起用された。メンバーと県農家がノリノリになった後、にんにくとりんごが出てきてキスし合うというもの。最後は同社の社員らとメンバーが出てきてCMは終了する。